# Abraham Kupchik
Abraham Kupchik (* 25. März 1892 in Brest; † 26. November 1970 in Montclair, New Jersey) war ein US-amerikanischer Schachspieler.
Kupchik wuchs in einer jüdischen Familie in Brest im damaligen Russischen Reich, heute Belarus, auf. Im Jahr 1903 emigrierte die Familie in die USA.
Er gewann die Meisterschaft des Manhattan Chess Clubs zehnmal alleine und einmal geteilt. 1915 erreichte er in New York den geteilten dritten und vierten Platz mit Oscar Chajes, hinter José Raúl Capablanca und Frank Marshall. Im folgenden Jahr wurde er an selber Stelle erneut hinter Capablanca geteilter 2.–4. mit Dawid Janowski und Boris Kostić. 1918 gewann er in Rye Beach (New York).
Nach dem Ersten Weltkrieg gewann er 1919 in Troy die Meisterschaft des Bundesstaates New York. 1923 belegte er in Lake Hopatcong beim 9. Amerikanischen Schachkongress mit Marshall den geteilten ersten Platz. In New York verlor er 1924 einen Wettkampf gegen Efim Bogoljubow (+1 =2 −3). Ein Jahr später hielt er, erneut in New York, einen Wettkampf gegen Carlos Torre Repetto unentschieden (+1 =4 −1). 1926 belegte er hinter Capablanca den zweiten Platz in Lake Hopatcong.
Kupchik spielte für die US-amerikanische Nationalmannschaft bei der Schacholympiade 1935 in Warschau. Am dritten Brett erreichte er eine Bilanz von sechs Siegen und 8 Remisen bei keiner Niederlage. Er gewann die Goldmedaille mit der Mannschaft und Bronze bei der Einzelkonkurrenz. Er spielte an Brett neun beim Radiowettkampf USA – Sowjetunion im Jahr 1945, verlor jedoch gegen Wladimir Makogonow ½ : 1½.
Seine beste historische Elo-Zahl wurde mit 2641 für den August 1926 berechnet; damit lag er auf dem 14. Platz der Weltrangliste.
Sein Spielstil war solide und pragmatisch. „Kuppele“, wie er in amerikanischen Schachkreisen genannt wurde, spielte meist anspruchslose Eröffnungen, verlegte sich auf die Defensive und versuchte gegnerische Fehler auszunutzen. Dies erwies sich insbesondere im Blitzschach als sehr effektiv, war aber für Zuschauer unattraktiv. Aufgrund dieser Reputation wurde er nicht zum internationalen Turnier von New York 1924 eingeladen, obwohl er zu dieser Zeit zu den besten amerikanischen Spielern gehörte.
Kupchik war von Beruf Buchhalter und lebte mit seiner Familie in Brooklyn. Er hatte zwei Kinder.
2014 wurde er in die US Chess Hall of Fame aufgenommen.